# Carl John Drake
Carl John Drake (ur. 28 lipca 1885 w Eaglesville, zm. 2 października 1965 w Waszyngtonie) – amerykański entomolog, specjalizujący się w hemipterologii i entomologii stosowanej.

## Życiorys
Carl J. Drake urodził się w 1885 roku w Eaglesville w stanie Ohio, w rodzinie o irlandzko-angielskich korzeniach. Wychowywał się na farmie. Uczęszczał do szkół w hrabstwie Seneca, w tym do Heidelberg Academy w Tiffin. Potem uczył się w Baldwin-Wallace College w Berei. Tam w 1912 roku otrzymał tytuły Bachelor of Science oraz Bachelor of Pedantics. Następnie studiował na Ohio State University, gdzie w 1914 roku otrzymał tytuł magistra. W latach 1913–1915 wykładał zoologię i entomologię na tejże uczelni. W latach 1915–1922 wykładał zoologię na Syracuse University. Latem 1918 roku podjął się pracy tymczasowej na Florydzie związanej ze zwalczaniem Nezara viridula. W 1921 roku doktoryzował się na Ohio State University pod przewodnictwem Herbeta Osborna. Od 1922 do 1946 roku był kierownikiem Wydziału Zoologii i Entomologii Iowa State College (ob. Uniwersytet Stanu Iowa). W tym okresie był także Entomologiem Stanowym oraz kierownikiem sekcji entomologicznej Rolniczej Stacji Badawczej na kampusie. W latach 1938–1939 był kierownikiem Tucara Commission w Argentynie. W 1946 roku stopniowo zaczął rezygnować z pracy zawodowej na rzecz badań taksonomicznych. W 1957 roku został honorowym badaczem stowarzyszonym Narodowego Muzeum Historii Naturalnej i przeniósł swoją kolekcję do Waszyngtonu. Zmarł 2 października 1965 roku w wyniku powikłań po nieleczonej cukrzycy.

## Praca naukowa
Drake był autorem 519 publikacji naukowych. W szczególności dotyczyły one taksonomii pluskwiaków różnoskrzydłych z rodziny prześwietlikowatych, nabrzeżkowatych oraz z infrarzędu półwodnych. Był światowej sławy specjalistą od tych grup. Opisał liczne nowe dla nauki taksony. Duży wkład wniósł także w entomologię stosowaną. Jego prace przyczyniły się do lepszej kontroli populacji szkodników rolnych z różnych grup owadów.
Był członkiem kilkunastu towarzystw naukowych. Należał m.in. do Sigma Xi, Phi Kappa Phi oraz Gamma Sigma Delta. Był członkiem komitetu wykonawczego American Association of Economic Entomologists oraz członkiem i prezydentem Central States Plant Board.